# Барабаны шпилей
Барабан шпиля — вращающаяся часть шпиля, служащая для выбирания якорной цепи или швартовного троса.
В электрошпилях, служащих для передвижения железнодорожных вагонов, барабаны чаще всего устанавливаются вертикально. Канат с помощью крюка присоединяют к вагону. Во время работы канат обматывается вокруг головки шпиля, которая вращается в сторону сматывания каната.
Головка (барабан) шпиля закрепляется на вертикальном валу, расположенном в опорах и приводимом в движение электродвигателем через передачу.
Для уменьшения консольного вылета вала внутрь шпилевой головки вставляется специальная отливка, выполненная в одно целое с крышкой корпуса, в отливке помещаются подшипники для вала.
Так как наружные стенки головки шпиля наклонные, то всегда возникает аксиальное усилие, действующее вниз. Для его восприятия необходим упорный подшипник. Поэтому в конструкции барабана нижний роликовый подшипник самоустанавливающийся, а верхний имеет заплечик для восприятия радиальных и осевых усилий.
Когда нужно получить две скорости движения каната, применяют барабаны с двойной шпилевой головкой.